# Myonera paucistriata
Myonera paucistriata är en musselart som beskrevs av Dall 1886. Myonera paucistriata ingår i släktet Myonera och familjen Cuspidariidae. Inga underarter finns listade i Catalogue of Life.